# Vera Ligeti

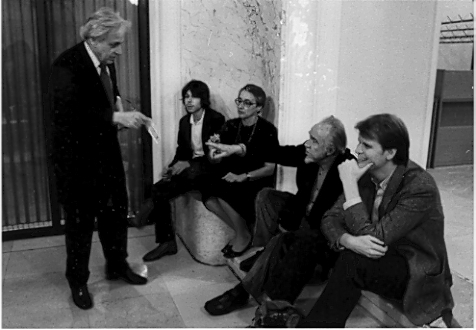
György, Lukas und Vera Ligeti (von links) bei den ISCM World Music Days 1982

Vera Ligeti (geboren als Veronika Spitz am 4. Juli 1930 in Budapest) ist eine ungarisch-österreichische Psychoanalytikerin.

## Leben
Veronika Spitz wurde in eine gutbürgerliche Familie in Budapest geboren. Sie und ihre Mutter überlebten 1944/45 die Judenverfolgung in Ungarn in einem der „Schutzhäuser“, die Raoul Wallenberg in Budapest eingerichtet hatte. Ihr Vater wurde Opfer des Holocaust, ebenfalls ihre Urgroßmutter in Budapest. 
Spitz besuchte das Veres Pálné Gimnázium (VPG) und studierte ab 1948 medizinische Psychologie an der Universität Budapest bei Imre Hermann sowie Pädagogik, Finnougristik und sumerische Sprachen. Sie unterrichtete danach Ungarisch an der Schule. Sie heiratete 1952 den Komponisten György Ligeti (1923–2006), die Ehe wurde 1954 geschieden. Sie heirateten erneut 1957, der 1965 geborene Sohn Lukas Ligeti wurde Komponist und Schlagzeuger. 
Nach der Niederschlagung des Ungarischen Aufstands im Jahr 1956 gelang ihnen die Flucht über die österreichische Grenze. Vera Ligeti setzte ihr Psychologiestudium an der Wiener Universität fort und wurde 1958 promoviert. Sie absolvierte eine Lehranalyse bei Tea Genner-Erdheim und wurde 1974 Mitglied, später Lehranalytikerin der Wiener Psychoanalytischen Vereinigung. Sie arbeitete am Wiener Psychoanalytischen Institut und war am Institut für Erziehungshilfe - Child Guidance Clinic in Wien tätig, wo sie einige Jahre die psychotherapeutische Betreuung einer Gruppe von jugendlichen Ungarnflüchtlingen leitete. Über dieses Projekt berichtete sie 1973 zusammen mit Hans Strotzka in der Zeitschrift Psyche.

## Schriften (Auswahl)
- mit Hans Strotzka:  Die Psychodynamik einer Gruppenregression. Psyche 27, 1973, S. 870–885
- mit Elisabeth Brainin, Samy Teicher: Antisemitismus in Psychoanalysen. Psyche 43, 1989, S. 1–19
- mit Elisabeth Brainin, Samy Teicher: Vom Gedanken zur Tat: Zur Psychoanalyse des Antisemitismus. Frankfurt: Brandes und Apsel, 1993 ISBN 3-86099-111-6